# Pseudo-Mayne
Pseudo-Mayne ist der Notname des Autors des 1728 in London (J. Tonson) anonym erschienenen philosophischen Werks Two Dissertations concerning sense, and the imagination, with an essay on Consciousness. 
Der Essay ist wahrscheinlich die früheste eigenständige philosophische Abhandlung in englischer Sprache über das Bewusstsein (consciousness).  Es ist eine Entgegnung auf den Essay concerning human understanding von John Locke. Der Autor bemerkt, dass das Konzept bisher kaum in Diskussionen über den menschlichen Geist diskutiert wurde, entweder weil es nichts darüber zu sagen gibt oder es als zu selbstverständlich und offensichtlich angesehen wurde. Er definiert Bewusstsein als den nach innen gerichtete Sinn und  nach innen gerichtetem Wissen, das der Geist von seinem eigenen Sein und seiner eigenen Existenz hat.
In der Literatur wurde es früher Zachary Mayne (1631–1694) zugeschrieben (zuerst von Robert Watt, Bibliotheca Britannica 1824, wobei er sich auf einen handgeschriebenen Eintrag in einem Exemplar beruft), einem Theologen, der in Oxford studierte, am Magdalen College war, aber bei Beginn der Restauration entlassen wurde und später Schulleiter in Exeter war. Er kommt als Autor nicht in Frage, einmal wegen seiner begrenzten intellektuellen Interessen, zum anderen weil bei seinem Tod John Locke noch nicht einen solchen philosophischen Einfluss hatte, wie aus den Two Dissertations hervorging.  Reinhardt Brandt spricht sich für einen Charles Mayne aus (nach Eintrag in einem Katalog der Universität Edinburgh), über den kaum etwas bekannt ist. James G. Buickerood erörterte 2002 die verschiedenen Kandidaten und spricht sich für den Zollinspektor Charles Mein (auch geschrieben Mayne, gest. 1735) aus, einen Freund von William Congreve. Ein Charles Mayne war Autor einer Schrift Rational Notions (anonym 1733 erschienen), dessen Autor mit dem der Two Dissertations identisch gewesen sein soll. Er starb zwischen dem Erscheinen der ersten Auflage der Rational Notions 1733 und 1737 (dem Erscheinen der 2. Auflage). Der von Buickerood identifizierte Charles Mein war der einzige Charles Mayne oder ähnlich Geschriebene, der in den Sterbelisten für London in der fraglichen Zeit in Frage kam.

## Schriften
- Pseudo-Mayne: Über das Bewußtsein (1728), Hrsg. Reinhard Brandt, Felix Meiner Verlag 1983 (enthält Peter Browne: Das Selbstbewußtsein, David Hume: Die Unmöglichkeit eines experimentellen Freiheitsbeweises)
  - Englisches Original von 1728 bei google books, Internet Archive